# 蔡桥乡
蔡桥乡，是中华人民共和国湖南省邵陽市邵阳县下辖的一个乡镇级行政单位。

## 行政区划
蔡桥乡下辖以下地区：
农科村、南林村、立华村、桂花村、乐山村、杨桥村、双龙村、陡山村、石河村、云丰村、龙口村、稠山村、昆仑村、五龙村、德云村、城塘村、回龙村、柘双村、落马村、福林村和水口村。